# Desi
Desi ist ein Wort, das von Südasiaten als Selbstbezeichnung verwendet wird und eine allgemeinere gemeinsame Identität bezeichnet, ohne sich auf ein bestimmtes Herkunftsland zu beziehen. Es bezeichnet auch die Subkultur der südasiatischen Diaspora.
Die Bezeichnung stammt von dem Sanskritwort Desh (देशः), das von den meisten südasiatischen Sprachen entlehnt wird und „Nation“ oder „das Mutterland“ bedeutet. In ihrer Verwendung unter Leuten vom  Indischen Subkontinent, besonders in der englischsprachigen „Ersten Welt“, bezieht sich diese Bezeichnung auf die Mischung der Kulturen und der Identitäten der südasiatischen Gemeinschaften und überschreitet die nationalen und kulturellen Grenzen, die sie in ihren alten Ländern trennten. Außerdem verließen viele ihrer Vorfahren den Subkontinent vor seiner Teilung, einige haben Vorfahren in verschiedenen Gruppen und beziehen sich daher nicht auf einen einzelnen Heimatstaat.
Die Südasiaten außerhalb Südasiens beziehen sich auf alles oder jeden aus ihren Ländern oder ihrer Kultur, wenn sie von Desi oder Deshi sprechen. Desi kann Pakistaner, Inder oder Bangladescher bezeichnen. Desi-Essen bezieht sich auf Nahrungsmittel wie Reis, Curry, Dal, Dosa, Idli oder Chapati. Der Begriff Desi-Tanz umfasst klassische Tänze wie Bharatanatyam oder Kuchipudi über populäre Tänze aus Filmen bis hin zu Punjabitänzen (Bhangra) und Volkstänze.
Zu „Desi“ gehören:
- Alle Menschen, die aus Indien stammen (auch Diaspora)
- Alle Indoarier, auch die in Pakistan, Bangladesch, Bhutan, Sri Lanka und Nepal
- Alle Menschen dravidischer Herkunft (z. B. Tamilen, Telugu, Kannada, Malayalam)
- Alle anderen Völker, die sich zur indischen Identität bekennen (z. B. manche andere Völker in Südasien wie Siddi oder Brahui)